# Hạ Hầu Thượng
Hạ Hầu Thượng (chữ Hán: 夏侯尚, ? – 226) là tướng lãnh, sủng thần nhà Tào Ngụy thời Tam Quốc trong lịch sử Trung Quốc.

## Xuất thân
Thượng tự Bá Nhân, là cháu họ (tòng tử) của Hạ Hầu Uyên, nên ông cũng là thành viên của gia tộc Hạ Hầu, có hộ tịch ở huyện Tiếu, nước Bái. Thiếu thời, Thượng kết bạn thân thiết với Tào Phi.
Vương Thẩm cho biết Thượng có tài bày mưu tính kế, được Tào Phi xem trọng, sớm kết bạn từ thuở hàn vi. 
Tào Tháo chiếm được Ký Châu, Thượng được làm Quân tư mã, nắm kỵ binh tham gia chinh chiến, về sau được làm Ngũ quan tướng Văn học. Tào Tháo trở thành Ngụy vương (216), Thượng được thăng làm Hoàng môn thị lang. Người Ô Hoàn ở quận Đại nổi dậy (218), Tháo sai Yên Lăng hầu Tào Chương đánh dẹp, lấy Thượng làm Tham quân sự cho Chương. Bọn họ bình định đất Đại rồi trở về.

## Sự nghiệp
Tào Tháo mất ở Lạc Dương (220), Thượng được cầm cờ tiết, đưa quan tài về Nghiệp. Triều đình xét công trước, Thượng được phong Bình Lăng đình hầu, bái quan Tán kị thường thị, thăng chức Trung lĩnh quân. Cùng năm, Tào Phi lên ngôi, là Tào Ngụy Văn đế, Thượng được đổi phong Bình Lăng hương hầu, thăng làm Chinh nam tướng quân, lĩnh Kinh Châu thứ sử, Giả tiết Đô đốc nam phương chư quân sự. Thượng tâu: "Một cánh quân của Lưu Bị ở Thượng Dung, đường núi hiểm trở, họ không đề phòng về chúng ta. Nếu lấy kỳ binh lẻn đi, xuất kì bất ý, chính là tình thế chỉ có thành công mà thôi." Thượng kéo các cánh quân đánh phá Thượng Dung, chiếm được 3 quận 9 huyện, được thăng làm Chinh nam đại tướng quân.
Tôn Quyền xưng thần với Tào Ngụy (221), nhưng Thượng vẫn chuẩn bị việc đánh dẹp. Năm Hoàng Sơ thứ 3 (222), Quyền quả nhiên xưng đế; Văn đế đến Uyển Thành, sai Thượng soái các cánh quân với Tào Chân cùng vây Giang Lăng. Tướng Ngô là Gia Cát Cẩn cùng Thượng cách sông Trường Giang đối trận. Cẩn vượt sông đến cù lao ở giữa dòng, rồi chia thủy quân ở đấy. Thượng nhân đêm tối dùng thuyền nhỏ, đem vạn bộ kỵ, từ hạ lưu lén vượt sông, tấn công các cánh quân của Cẩn, đốt thuyền bè của địch ở men sông, thủy lục cùng đánh, phá được quân Ngô. Chưa chiếm được thành thì quân Ngụy gặp bệnh dịch, triều đình giáng chiếu cho Thượng đem quân về. Sau đó Thượng được thêm phong 600 hộ, kể cả trước đây là 1900 hộ, còn được Giả việt, tiến làm Châu mục.
Kinh Châu đất đai hoang phế, mặt tây liền kề nhiều bộ tộc thiểu số, mặt đông cùng nước Ngô lấy sông Hán làm ranh giới, dân cư xưa phần nhiều định cư ở bờ nam Trường Giang. Thượng từ Thượng Dung mở đường đi về phía tây, được hơn 700 dặm, các tộc thiểu số miền núi phần nhiều phục tòng, trong thời gian 5 – 6 năm, có vài ngàn gia đình chịu quy hàng. Năm Hoàng Sơ thứ 5 (224), Thượng được dời phong Xương Lăng hương hầu.

## Cái chết
Thượng sủng ái người thiếp, khiến cô ta lấn át vợ cả. Vợ cả của Thượng là con gái họ Tào, nên Văn đế sai người thắt cổ chết người thiếp. Thượng thương cảm, phát bệnh hoảng hốt, đã chôn cất người thiếp, mà không ngừng nhớ nhung, muốn đi gặp cô ta. Văn đế nghe vậy thì mắng rằng: "Đỗ Tập vốn khinh bạc Thượng, đúng là có lý do mà." Nhưng Thượng là bề tôi khi Văn đế còn là thế tử, nên ân sủng không giảm. Năm thứ 6 (225), Thượng bệnh nặng, được về kinh đô, Văn đế mấy lần đến thăm, cầm tay ông mà chảy nước mắt. 
Tháng 4 ÂL năm thứ 7 (226), Thượng mất, thụy là Điệu hầu, được tặng quan Chinh nam đại tướng quân, giữ ấn thụ Xương Lăng hầu.
Con là Hạ Hầu Huyền được kế tự. Triều đình lại chia 300 hộ của Thượng cho con của em trai ông là Hạ Hầu Phụng, ban cho anh ta tước Quan nội hầu.

## Gia đình
- Vợ là Đức Dương hương chúa, [Sử liệu khác 2] em gái của Tào Chân. [Tam quốc 11] Vì Tào Chân được Tào Tháo thu làm con nuôi, [Tam quốc 12] nên có thể Đức Dương hương chúa cũng được như vậy.
- Con trai là Hạ Hầu Huyền, bị Tư Mã Chiêu sát hại.
- Con gái là Hạ Hầu Huy, được gả cho Tư Mã Sư, bị Sư đầu độc mà chết. Một người con gái (không rõ tên) khác được gả cho Hòa Du, con trai của Hòa Hiệp, sanh ra Hòa Kiệu và Hòa Úc. [Tam quốc 13]

## Hình tượng văn học
Trong Tam quốc diễn nghĩa, Thượng xuất hiện ở hồi thứ 70, là cháu của Hạ Hầu Đôn và là bộ tướng của Tào Hồng. Thượng cùng Hàn Hạo nhận lệnh đến giúp Trương Cáp chống lại quân Thục, nhưng lại bị Hoàng Trung đánh bại, phải chạy về giữ núi Thiên Đãng cùng anh trai là Hạ Hầu Đức. Hoàng Trung tiếp tục tấn công, giết được Hàn Hạo và Hạ Hầu Đức, Thượng và Cáp bỏ chạy về với Hạ Hầu Uyên ở núi Định Quân. Hồi thứ 71, Hoàng Trung lại đến đánh, Uyên sai Thượng ra khiêu chiến, bị Trung bắt được, sau đó đem trao đổi với tướng Thục là Trần Thức. Trong lúc chạy về, Thượng bị bắn trúng lưng.
Hồi thứ 76, Thượng cùng Từ Hoảng giữ Tương Dương, trong bối cảnh Quan Vũ vừa rút lui khỏi Phàn Thành. Hồi thứ 79, Thượng theo Từ Hoảng chiếm lấy Thượng Dung, rồi cùng Mạnh Đạt đánh bại Lưu Phong. Hồi thứ 85, Thượng cùng Tào Chân vây Nam Quận, bị tướng Ngô là Lục Tốn đánh bại.
Nhìn chung, vai trò và hành trạng của nhân vật Hạ Hầu Thượng hoàn toàn sai lệch với sử sách.